# São Lourenço (Setúbal)
A Freguesia de São Lourenço é uma antiga freguesia portuguesa do Município de Setúbal, a qual tinha 47,69 km² de área e 11 638 habitantes (2011), e, por isso, uma densidade populacional de 244 hab/km².
Foi extinta em 2013, no âmbito de uma reforma administrativa nacional, tendo sido agregada à freguesia de São Simão, para formar uma nova freguesia denominada União das Freguesias de Azeitão (São Lourenço e São Simão).
Em conjunto com a vizinha Freguesia de São Simão, passou a formar uma nova freguesia denominada freguesia de Azeitão, que outrora foi vila e sede de município.

## População
| População da freguesia de São Lourenço | População da freguesia de São Lourenço | População da freguesia de São Lourenço | População da freguesia de São Lourenço | População da freguesia de São Lourenço | População da freguesia de São Lourenço | População da freguesia de São Lourenço | População da freguesia de São Lourenço | População da freguesia de São Lourenço | População da freguesia de São Lourenço | População da freguesia de São Lourenço | População da freguesia de São Lourenço | População da freguesia de São Lourenço | População da freguesia de São Lourenço | População da freguesia de São Lourenço |
| -------------------------------------- | -------------------------------------- | -------------------------------------- | -------------------------------------- | -------------------------------------- | -------------------------------------- | -------------------------------------- | -------------------------------------- | -------------------------------------- | -------------------------------------- | -------------------------------------- | -------------------------------------- | -------------------------------------- | -------------------------------------- | -------------------------------------- |
| 1864                                   | 1878                                   | 1890                                   | 1900                                   | 1911                                   | 1920                                   | 1930                                   | 1940                                   | 1950                                   | 1960                                   | 1970                                   | 1981                                   | 1991                                   | 2001                                   | 2011                                   |
| 1 841                                  | 2 320                                  | 2 126                                  | 2 394                                  | 2 719                                  | 2 569                                  | 2 668                                  | 2 866                                  | 3 044                                  | 3 544                                  | 3 841                                  | 5 704                                  | 5 922                                  | 8 487                                  | 11 638                                 |

No censo de 1864 figura como Azeitão - S. Lourenço. Nos censos de 1878 a 1930 figura Vila Nogueira de Azeitão. Pelo decreto lei nº 27.424, de 31/12/1936, passou a ter a actual designação, embora no censo de 1940 figure S. Lourenço de Azeitão
| Distribuição da População por Grupos Etários | Distribuição da População por Grupos Etários | Distribuição da População por Grupos Etários | Distribuição da População por Grupos Etários | Distribuição da População por Grupos Etários | Distribuição da População por Grupos Etários | Distribuição da População por Grupos Etários | Distribuição da População por Grupos Etários | Distribuição da População por Grupos Etários | Distribuição da População por Grupos Etários |
| -------------------------------------------- | -------------------------------------------- | -------------------------------------------- | -------------------------------------------- | -------------------------------------------- | -------------------------------------------- | -------------------------------------------- | -------------------------------------------- | -------------------------------------------- | -------------------------------------------- |
| Ano                                          | 0-14 Anos                                    | 15-24 Anos                                   | 25-64 Anos                                   | > 65 Anos                                    |                                              | 0-14 Anos                                    | 15-24 Anos                                   | 25-64 Anos                                   | > 65 Anos                                    |
| 2001                                         | 1 410                                        | 1 011                                        | 4 852                                        | 1 214                                        |                                              | 16,6%                                        | 11,9%                                        | 57,2%                                        | 14,3%                                        |
| 2011                                         | 2 113                                        | 1 098                                        | 6 510                                        | 1 917                                        |                                              | 18,2%                                        | 9,4%                                         | 55,9%                                        | 16,5%                                        |

Média do País no censo de 2001:  0/14 Anos-16,0%; 15/24 Anos-14,3%; 25/64 Anos-53,4%; 65 e mais Anos-16,4%
Média do País no censo de 2011:   0/14 Anos-14,9%; 15/24 Anos-10,9%; 25/64 Anos-55,2%; 65 e mais Anos-19,0%

## Património
- Fontanário em Vila Nogueira de Azeitão ou Chafariz dos Pasmados
- Palácio da Quinta das Torres ou Quinta das Torres
- Palácio dos Duques de Aveiro ou Paço dos Duques de Aveiro
- Pelourinho de Vila Nogueira de Azeitão
- Convento de Nossa Senhora da Arrábida e Mata de Carvalhos
- Igreja de São Lourenço (São Lourenço)
- Farol do Outão